# عبد الله حسن
عبد الله حسن (25 نوفمبر 1984) لاعب كرة قدم بحريني يلعب حاليا لصالح نادي الدرجة الأولى المنامة البحريني في مركز قلب الدفاع من 2009.

## الإنجازات

### الأهلي
- كأس ملك البحرين (1): 2003
- كأس الاتحاد البحريني (1): 2007